# Acleris razowskii
Acleris razowskii (лат.) — вид бабочек из семейства листовёрток. Распространён на островах Хонсю и Сикоку (Япония). Размах крыльев бабочек 14—15 мм. Передние крылья оранжево-жёлтые, в срединном поле с четырьмя полосками, две из них образованы из серебристых чешуек, две другие — из чёрных точек.